# 普雷托利亚喷泉

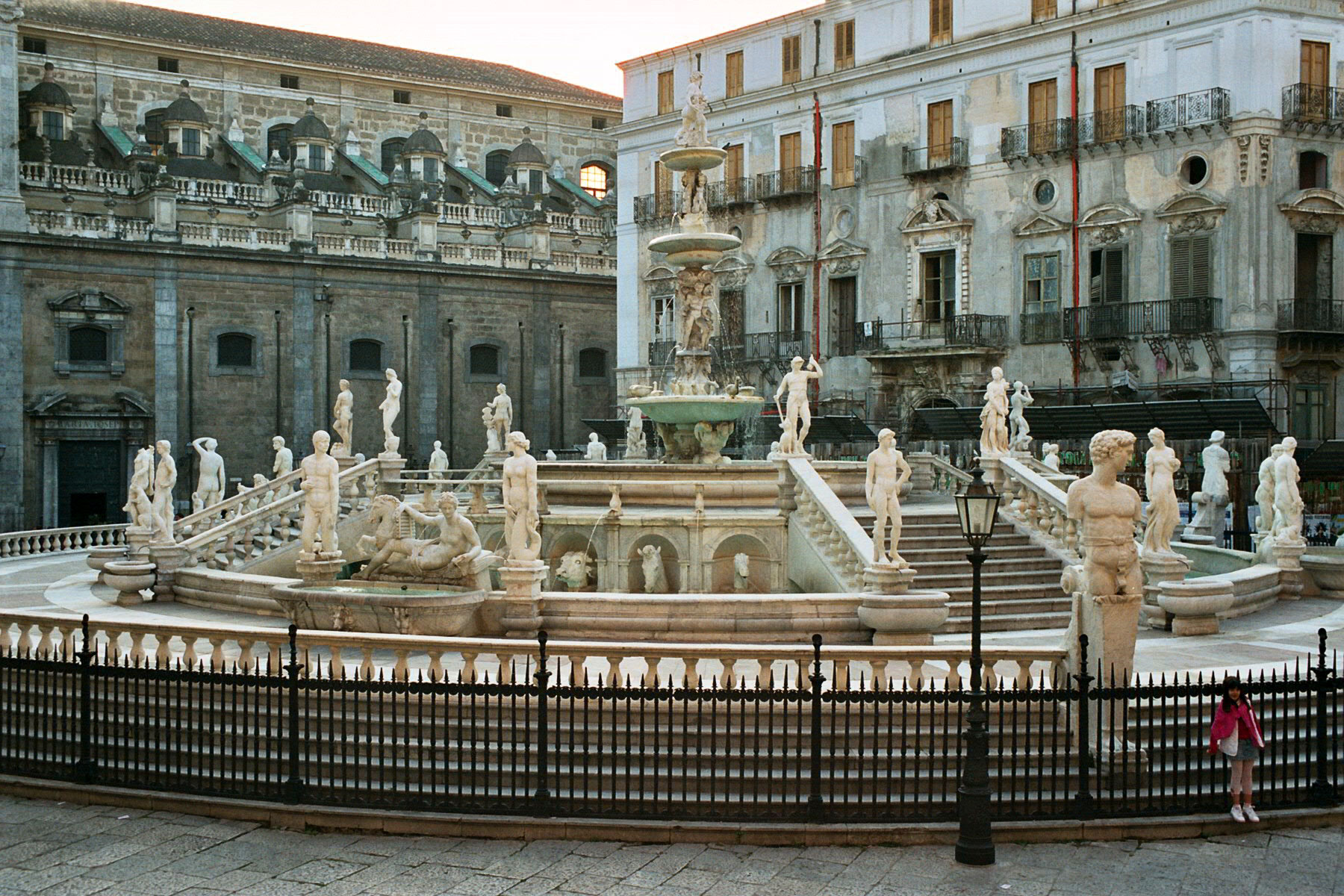
从圣加大肋纳教堂看普雷托利亚喷泉

普雷托利亚喷泉（Fontana Pretoria）于1554年由Francesco Camilliani创建于佛罗伦萨，在1581年移至巴勒莫的普雷托利亚广场。

## 历史
这个喷泉原本位于佛罗伦萨的圣克莱门特宫花园内，是由唐·佩德罗·托莱多（Don Pedro de Toledo）委托佛罗伦萨雕塑家Francesco Camilliani和Michelangelo Naccherino，两人合作创作于1554年。  
1573年，唐·佩德罗·托莱多去世，其长子和继承人唐·加西亚·托莱多（Don Garcia de Toledo）把喷泉卖给巴勒莫，巴勒莫议会决定把它安置在普雷托利亚宫（Palazzo Pretorio）前计划开辟的广场上。

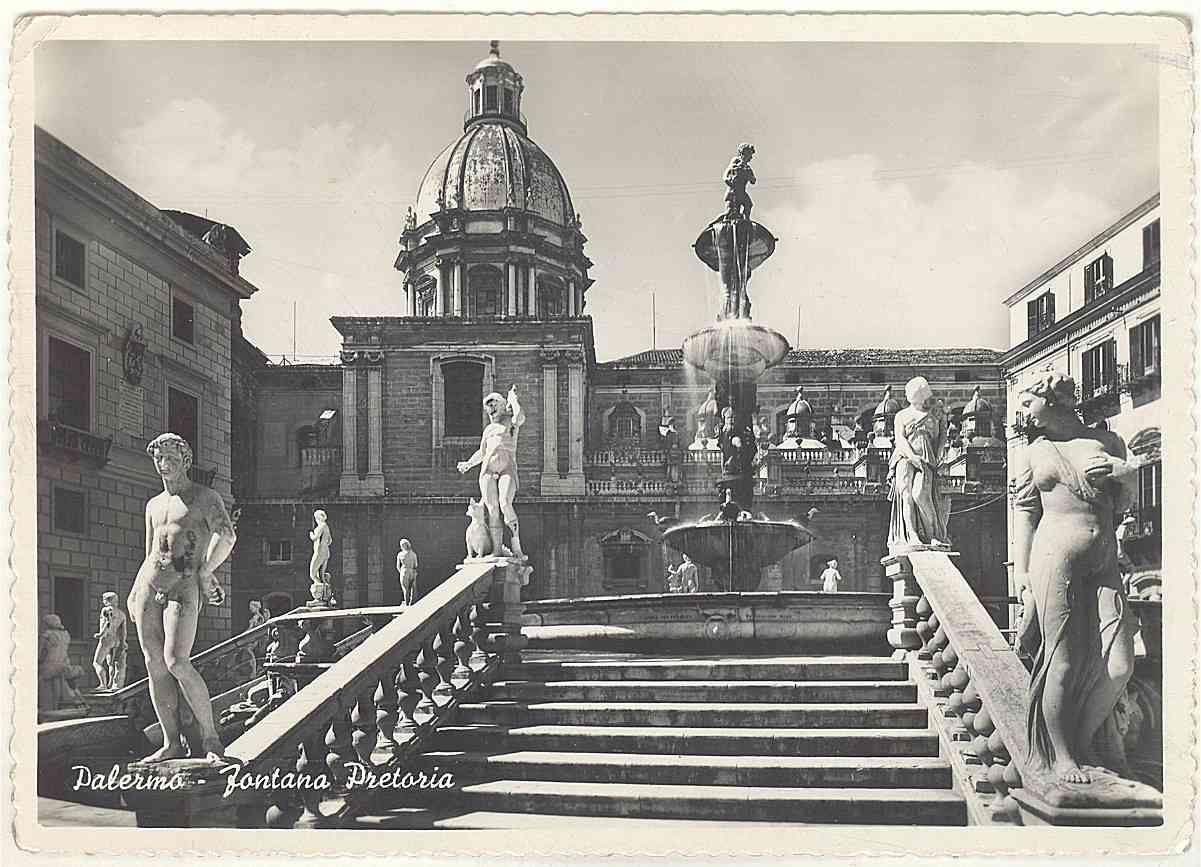
1957年的普雷托利亚喷泉

喷泉被拆成644件运往巴勒莫。为了安置这个巨大的喷泉，设计了一个开放广场，拆除了一些房屋。改建工程从1574年开始，由Francesco的儿子Camillo Camilliani负责，到1581年完成。
在整个18世纪和19世纪，由于这些表情暧昧的裸体雕像，这个喷泉被看作是堕落的象征，巴勒莫人将广场称为“羞耻广场”（Piazza della Vergogna）。 
1998年11月，普雷托利亚喷泉进行了修复工作，到2003年11月完成。同年12月，喷泉重新开放。 

## 描述
喷泉由4座桥梁，楼梯和围栏环绕，雕像刻画了奥林匹亚众神和巴勒莫的四条河流。

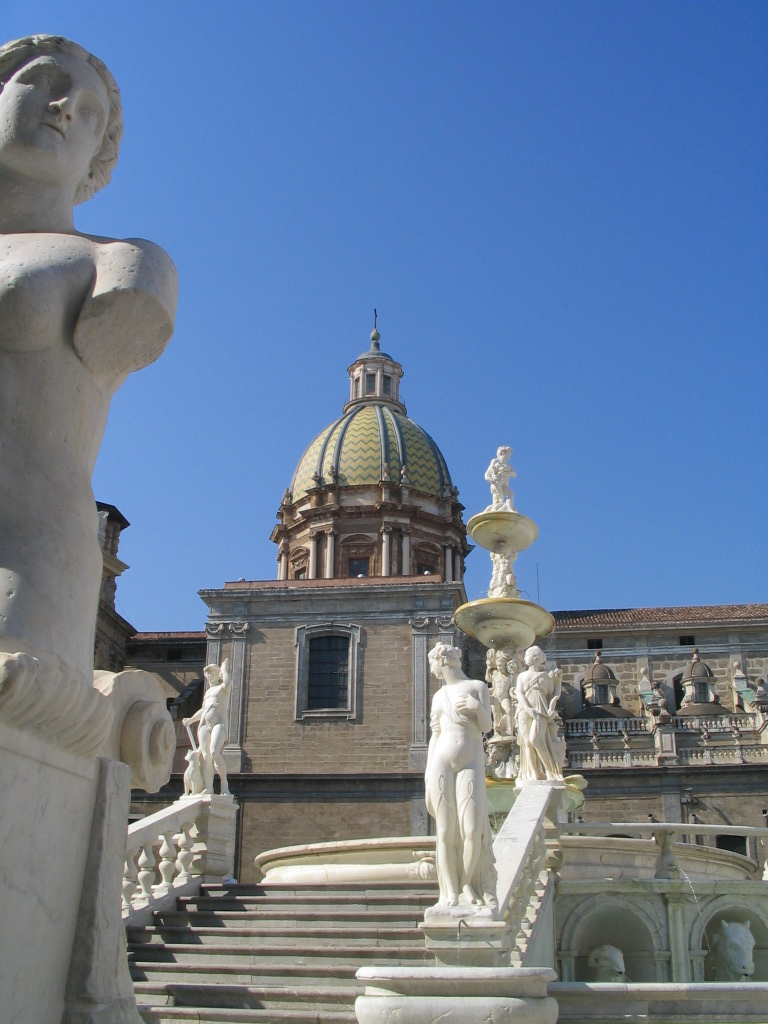
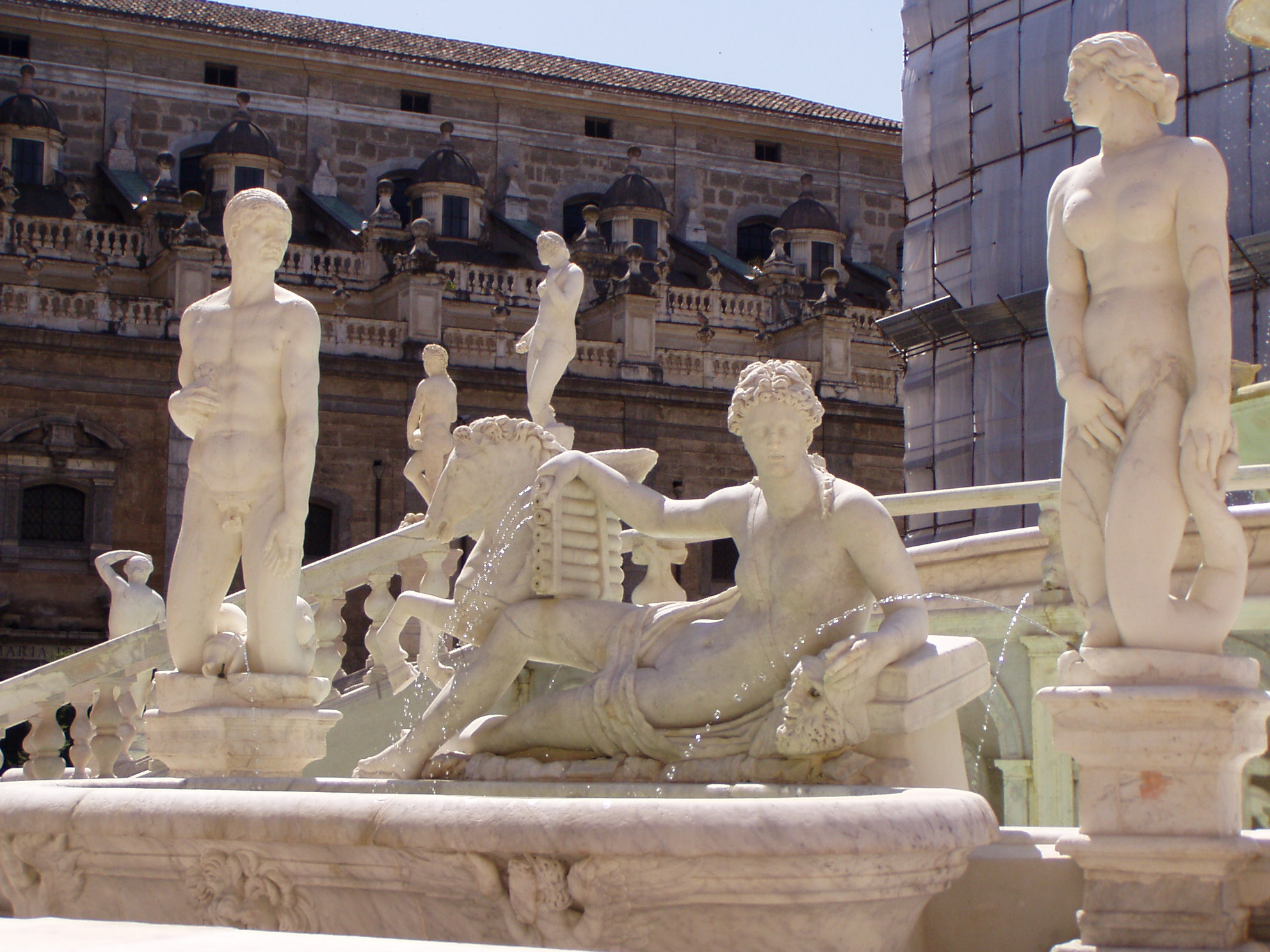
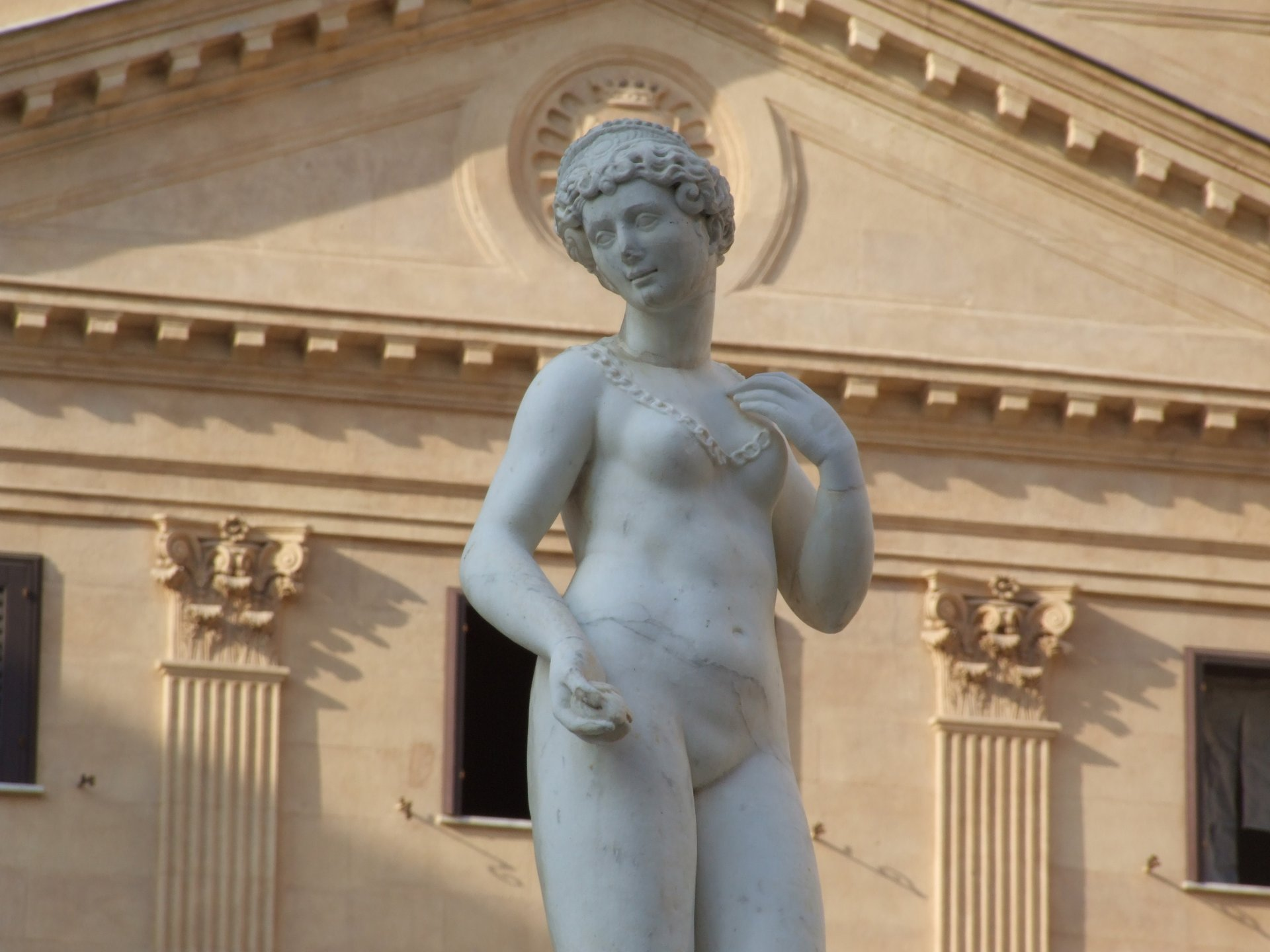
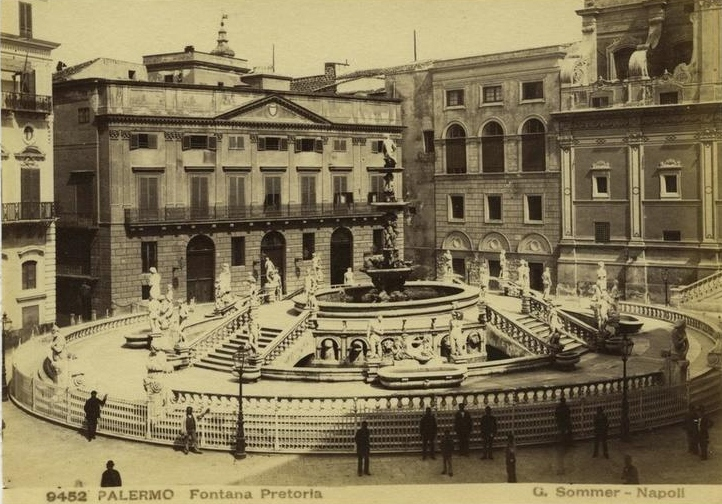
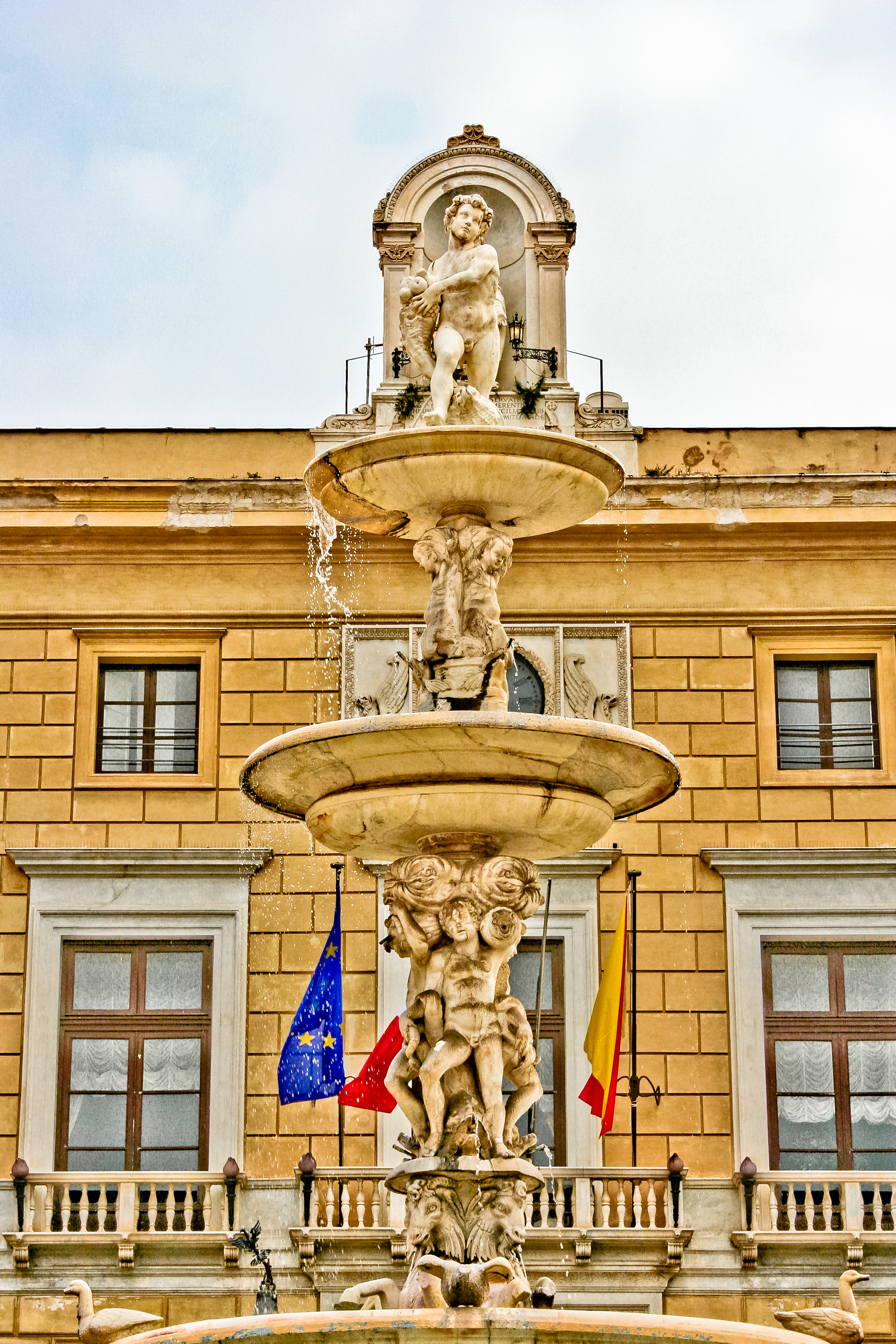
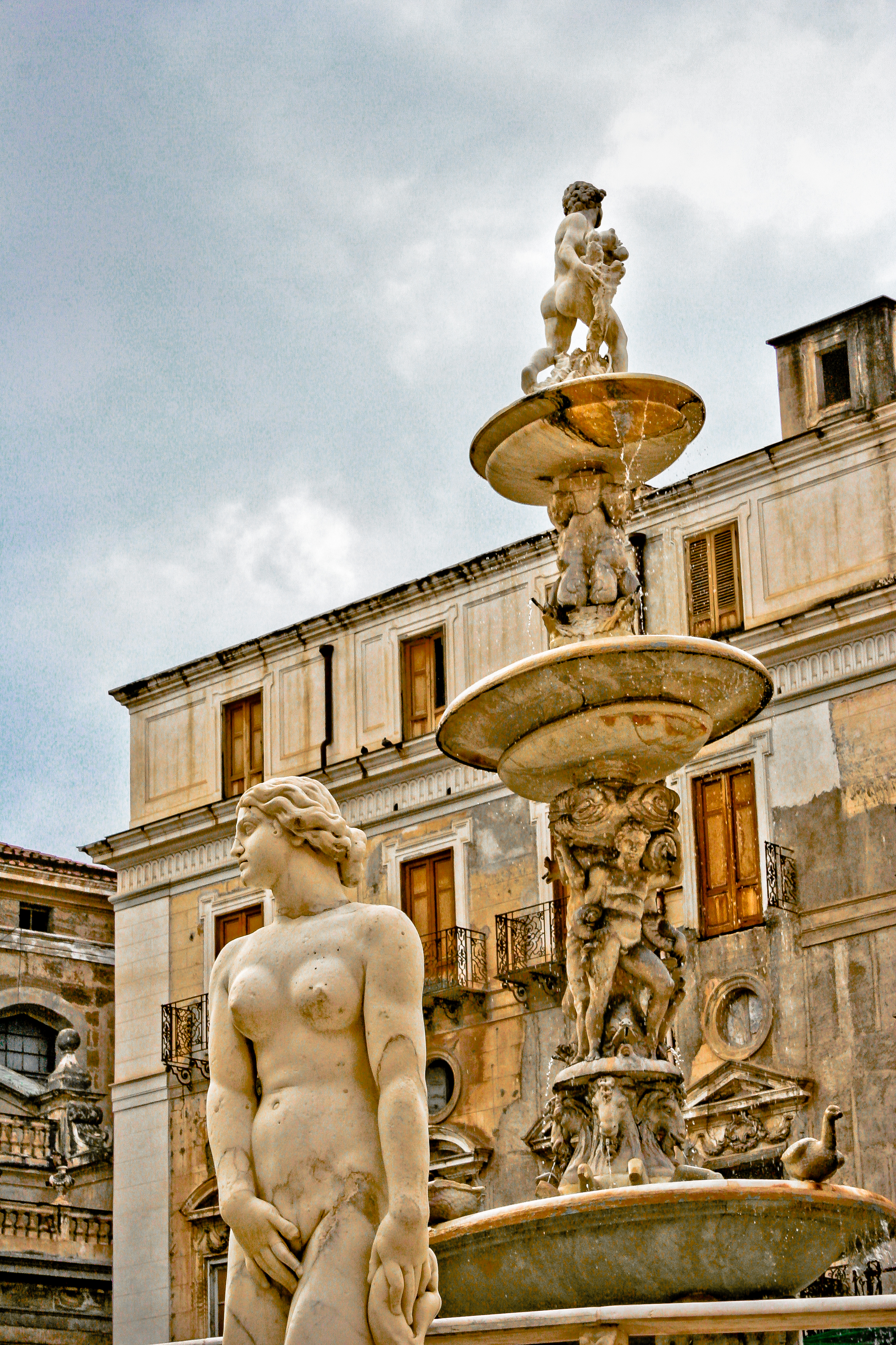
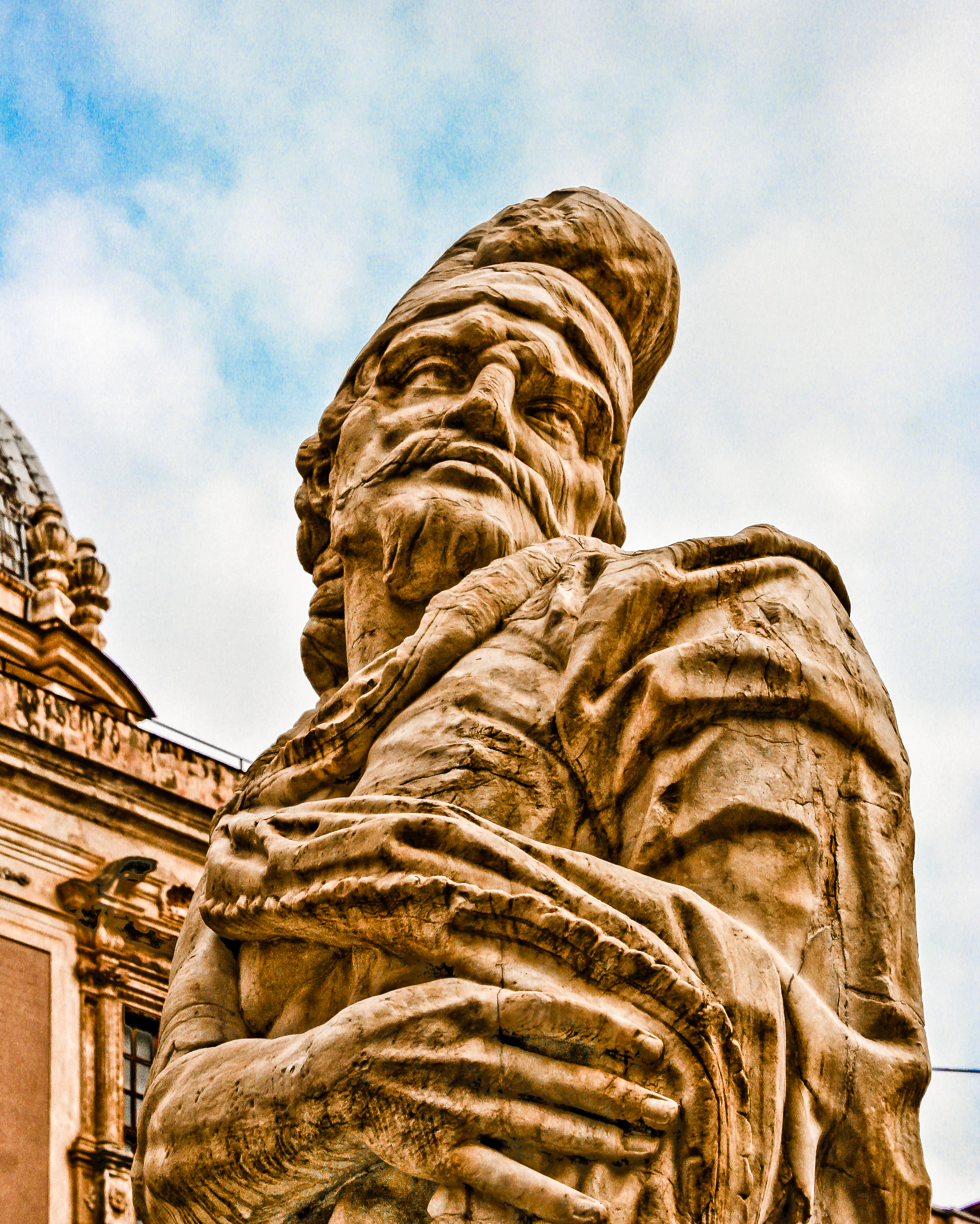